# Alvesta község
Alvesta község (svédül: Alvesta kommun) Svédország 290 községének egyike.  Kronoberg megyében található, székhelye Alvesta.

## Települések
A község települései:
| Település   | Népesség | Megjegyzés         |
| ----------- | -------- | ------------------ |
| Alvesta     | 7647     | a község székhelye |
| Grimslöv    | 638      |                    |
| Hjortsberga | 229      |                    |
| Moheda      | 1852     |                    |
| Torpsbruk   | 354      |                    |
| Vislanda    | 1773     |                    |